# Pouvoirs obscurs

Pouvoirs obscurs (titre original : The Darkest Powers) est le nom d'une série de romans écrits par Kelley Armstrong, auteur canadienne de romans fantastiques. La série, destinée aux adultes, est centrée sur des créatures fantastiques dangereuses telles que les loups-garous, sorcières, nécromanciens, démons, et vampires.
Cette série tourne autour du groupe Edison, une équipe de scientifiques surnaturels. Cette histoire est vue à travers Chloé Sanders, une nécromancienne de quinze ans. Cette série est liée à la série Les Femmes de l'Autremonde, du même auteur, par des références et par une organisation commune du surnaturel. 

## Résumé
Chloé Sanders est envoyée par son père et sa tante à Lyle House, un institut psychiatrique spécialisé pour ados. Les médecins prétendent qu'elle souffre de schizophrénie indifférenciée. Mais d'autres pensionnaires ont l'air, eux aussi, de cacher d'étranges secrets. Elle décide de découvrir la vérité sur son pouvoir et sur l'endroit où elle est enfermée.

## Romans
1. L'Invocation, Castelmore, 2011 ((en) The Summoning, 2008)
2. L'Éveil, Castelmore, 2011 ((en) The Awakening, 2009)
3. La Révélation, Castelmore, 2011 ((en) The Reckoning, 2010)

### SérieClair obscur
Clair obscur est dérivée de Pouvoirs obscurs mais présentée par l'éditeur français comme en faisant partie. Les héros et leur périple sont différents mais le contexte reste le même - adolescents aux dons mystérieux en cavale pour survivre. Maya, doté de capacités qui sont au-dessus de la norme - elle peut sauter plus que les autres, courir plus vite et voir mieux que presque tout le monde, son meilleur ami, Daniel, et le nouveau, Rafe - mauvais garçon, qui a un lourd secret, vont fuir mais de nombreux obstacles les attendent.
1. Innocence, Castelmore, 2012 ((en) The Gathering, 2011)
2. Soupçons, Castelmore, 2015 ((en) The Calling, 2012)
3. Révolte, Castelmore, 2015 ((en) The Rising, 2013)

## Personnages

### Pensionnaires
- Chloé Sanders blonde vénitienne, petite, quinze ans, vit avec sa gouvernante depuis la mort de sa mère ; morte à la suite d'un accident de voiture. Elle fait des études dans une école d’art, option arts du spectacle. Depuis toute petite, elle voit des fantômes, mais pour son entourage, ce n’est qu’une invention de sa part. Avec le médaillon offert par sa mère, son don s'est un peu modéré. Elle est envoyée à Lyle House. Lorsque ses émotions sont trop fortes, elle a tendance à bégayer. Elle est fan de films SF d’avant sa naissance. Simon est amoureux d'elle alors, qu'elle le voit plutôt comme un ami. Cependant, elle aime sincèrement son frère adoptif, Derek.

- Derek Souza a été adopté par le père de Simon et a seize ans. Il fait 1,80 m et a des cheveux bruns raides et ternes et des yeux verts. Il est musclé et a le visage constellé de boutons. Derek est un loup-garou et est pensionnaire depuis trois mois comme Simon et a été admis pour trouble de la personnalité antisociale et à la suite d’une « éruption de violence » envers des jeunes. Il est doué en math, physique, chimie et biologie. Il a ses sens surdéveloppés. Depuis son arrivée à Lyle House, Derek fait tout pour faire évader son frère afin que celui retrouve leur père.

- Simon Bae a seize ans. Il est svelte, cheveux courts blond et yeux marron en amande. Il est métisse, sa mère était suédoise et son père est coréen. Il est le frère de Derek. Il est souvent de bonne humeur et sympathique, écrit et dessine des bd (haïku). Il est sorcier.

- Victoria « Tori » Enright est la meilleure amie de Liz, a quinze ans et est attirée par Simon. Elle est lunatique, gaffeuse et se prend pour le nombril du monde. Elle est internée depuis un peu plus de deux mois. Contrairement aux autres pensionnaires, elle prend beaucoup de médicaments, d'où son surnom « la reine des pilules ». Elle se montrera agressive envers Chloé dès le début de leur rencontre. Tori va découvrir qu'elle est une sorcière en même temps que Rae un demi-démon. Elle a les cheveux noirs et courts.

- Elizabeth « Liz » Delaney, blonde, première camarade de chambre de Chloé, est bavarde et a un frère de 5 ans. Elle est douée de télékinésie (c'est un demi-démon agito), mais pense être hantée par un poltergeist (ce qu'elle va devenir à la suite de sa mort). Elle est à Lyle House depuis trois semaines comme Rae, mais va se faire assassiner par le groupe Edison peu de temps après l'arrivée de Chloé.

- Rachelle « Rae » est une fille bronzée aux cheveux longs et bouclés. Elle n’apprécie pas Tori. Elle aime le feu. La raison officielle de son internement est la pyromanie. Chloé et elle découvriront plus tard qu'elle est un demi-démon.

### Personnels de Lyle House
- Mme Talbot est la plus âgée des éducatrices et est considérée comme « gentille ».

- Mlle Van Dop est une jeune et sévère éducatrice.

- Mme Abdo est éducatrice et ne travaille que le week-end.

- Dr. Gill est la psychologue.

- Dr. Marcel Davidoff est le président du conseil d’administration de Lyle House et le supérieur du Dr. Gill.

- Mme Enright est membre du conseil d’administration de Lyle House et mère de Tori.

### Divers
- Dr. Lauren Fellows est la tante de Chloé. Elle aurait voulu élever sa nièce après le décès de sa sœur. Elle travaille dans un centre médical pour femmes.

- M. Sanders, père de Chloé est une sorte de promoteur immobilier, il est donc souvent en déplacement. D’après Chloé, il ne voulait pas d’enfant d’où, peut-être, ses distances auprès de Chloé.

- Christopher « Kit » Bae est le père de Simon et de Derek. Il était dans une communauté de surnaturels avant de la quitter à la suite d'un événement. Il travaillait pour un laboratoire de recherches afin d’essayer de rendre les choses plus faciles pour leur espèce. Il est aussi avocat. Il lui est arrivé quelque chose et a disparu en laissant ses fils seuls.

- Samuel Lyle était un sorcier et un scientifique. Il était aussi le propriétaire d’origine de Lyle House.

## Lieux
- Lyle House est une immense maison victorienne sécurisée au milieu d’un vaste terrain sur deux étages, avec grenier et cave. Ici, le réveil est à 7 h 30, cours de 9 h à 16 h 30 et extinction des feux à 22 h et interdiction de s’isoler. Pour accéder au jardin, il faut une autorisation. Cette maison a été construite il y a 60 ans et se trouve à Buffalo.